# Японсько-радянський пакт про нейтралітет

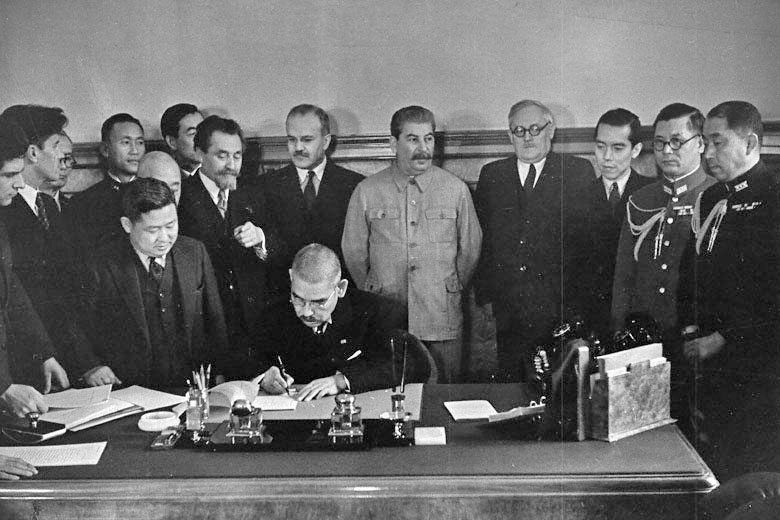
Міністр закордонних справ Японії Мацуока Йосуке підписує пакт про ненапад між Японією та СРСР. На задньому плані — Йосиф Сталін, який порушить цей пакт через чотири роки

Японсько-радянський пакт про нейтралітет (яп. 大日本帝国及「ソヴイエト」社会主義共和国聯邦間中立条約, ; рос. Пакт о нейтралитете между Союзом Советских Социалистических Республик и Японией) — міжнародний договір про п'ятирічний нейтралітет, укладений між Японською імперією та СРСР 13 квітня 1941 року. Був односторонньо розірваний радянською стороною з оголошенням війни Японії вночі 8 серпня 1945 року.

## Історія
Пакт про нейтралітет між Японією та СРСР був підписаний обома сторонами 13 квітня 1941 року в Москві, двома роками поспіль після прикордонних сутичок на Халхін-Голі в Монгольській Народній Республіці. З японської сторони договір підписав міністр закордонних справ Японії Мацуока Йосуке та посол Японії в СРСР Татекава Йосіцуґу, а з радянської — Голова РНК СРСР та нарком закордонних справ СРСР В'ячеслав Молотов. Пакт набував чинності від дня його ратифікації обома країнами, що мала місце 25 квітня 1941 року в Токіо.
Положення договору передбачали наступне:
- Підтримання дружніх відносин і повага територіальної цілісності й недоторканності обох сторін;
- Дотримання нейтралітету обома сторонами у випадку агресії третьої сторони на одну із них;
- Дію нейтралітету від дня ратифікації договору протягом 5 років — з 25 квітня 1941 року по 25 квітня 1946 року.
- Автоматичне продовження дії договору до 1951 року у випадку відсутності сповіщення однієї зі сторін про його денонсацію.

До пакту додавались спільне комюніке та обмінні листи. В останніх міністр Мацуока обіцяв укласти торговельний договір з СРСР, вивести японські концесії з Північного Сахаліну та утворити комісію для врегулювання прикордонних питань з представників Японської імперії, Маньчжурської держави, СРСР та Монгольської Народної Республіки.
Уряди Японії та СРСР схвально оцінили підписання пакту, а Третій Рейх та США сприйняли його негативно.
В час німецького наступу на СРСР у 1941 році японці були вірні договору про нейтралітет і фактично допомогли радянському керівництву й армії перегрупувати сили на сході країни та почати з 1943 року масштабний контрнаступ на ворога. Своєю чергою, СРСР не збирався робити послуг Японській імперії й фактично перекреслив положення пакту, домовившись у лютому 1945 року з США і Великою Британією вступити у війну проти Японії за таємну обіцянку союзників отримати північні японські території.
5 квітня 1945 року Молотов сповістив японського посла про денонсацію пакту про нейтралітет, відповідно до статті 3, натякнувши на його ануляцію. Японська сторона висловила сподівання, що СРСР залишиться вірним договору до 25 квітня 1946 року і не анулюватиме його. На це Молотов відповів, що геополітична ситуація нівелює сенс договору і що СРСР залишатиметься вірним йому лише до 25 квітня 1945 року, після чого односторонньо денонсує пакт.
8 серпня 1945 СРСР напав на Японію, зрадивши положення підписаного пакту. Японські північні території — Маньчжурія, Корея, Південний Сахалін та Курильські острови були окуповані радянськими агресорами. Вторгнення на великий японський острів Хоккайдо, яке планував Сталін, вдалося уникнути лише завдяки підписанню Японською імперією капітуляції 2 вересня 1945 року і закінченню Другої світової війни.